# Szent Arnold Janssen
Szent Arnold Janssen SVD (Goch, Porosz Királyság, 1837. november 5. – Steyl, 1909. január 15.) szentté avatott szerzetespap, az Isteni Ige Társaságának, valamint a Szentlélek Szolgálói Missziós Nővérek rendjének, illetve a Szentlélek Szolgálói Örökimádó Nővérek rendjének alapítója.

## Élete
Janssen 1837-ben született a Német Szövetség fennhatósága alatt található Goch városában. Tizenegy testvére volt. Középiskolai tanulmányait Gaesdonckban végezte el, majd papi tanulmányokat végzett, melynek végén 1861. augusztus 15-én szentelték pappá.
Pappá szentelése után középiskolai tanárként dolgozott Bocholtban, katekizmust és fizikát oktatott. 1874-ben létrehozta a Kleiner Herz-Jesu Bote című német nyelvű folyóiratot, melyben kérte a hívek segítségét a misszionáriusi munkához, noha ő maga személyesen soha nem vett részt misszionárius munkában. 
Ez alatt az időszak alatt érett meg benne a gondolat, hogy missziós társaságot hoz létre. Mivel az akkori Német Birodalomban Otto von Bismarckhoz köthető Kulturkampf volt érvényben, ezért ott nem hozhatta létre közösségét. Éppen ezért áttelepült a pár kilométerre lévő, de már Hollandiához tartozó Steyl városába, ahol megvásárolt egy volt kocsmaépületet, s itt alapította meg az Isteni Ige Társaságát, ismertebb nevükön a verbitákat. A rend indítására 1875. szeptember 8-án, Kisboldogasszony napján került sor. Néhány évvel később megalapította a rend női ágát is, a Szentlélek Szolgálóleányai rendet, illetve az Örökimádó Nővérek társaságát is. 
Arnold Janssen 71 éves korában 1909. január 15-én hunyt el. VI. Pál pápa 1975-ben boldoggá, II. János Pál pápa 2003-ban szentté avatta.

## Magyarul megjelent művei
- Csak az Isten akarata legyen. Boldog P. Janssen Arnold szavai; összeáll. Ewetz Friedbert, ford. P. Szántó János; Isteni Ige Társasága, Kőszeg, 1998

## Fordítás
- Ez a szócikk részben vagy egészben  az   Arnold Janssen című angol Wikipédia-szócikk fordításán alapul.  Az eredeti cikk szerkesztőit annak laptörténete sorolja fel. Ez a jelzés csupán a megfogalmazás eredetét és a szerzői jogokat jelzi, nem szolgál a cikkben szereplő információk forrásmegjelöléseként.